# زاغدار (دهسرد)
زاغدار (بالفارسية: زاغدار) هي قرية تقع في إيران في قسم دهسرد الريفي. يقدر عدد سكانها بـ 24 نسمة بحسب إحصاء 2016.